# Хофма, Герм
Гербен (Герм) Хофма (нидерл. Gerben "Germ" Hofma; 19 апреля 1925, Ситтард, Лимбург — 14 октября 2018, Дутинхем, Гелдерланд) — нидерландский футболист, игравший на позиции левого крайнего нападающего. Наиболее известен как игрок клуба «Херенвен», в составе которого выступал на протяжении тринадцати лет. С 1945 по 1959 год забил за клуб более 110 голов. В составе сборной Нидерландов сыграл два товарищеских матча.

## Личная жизнь
Герм родился в апреле 1925 года в городе Ситтард. Отец — Гербен Хофма, был родом из деревни Тервиспел, мать — Акке ван дер Схот, родилась в Хет Мере.
Женился в возрасте двадцати семи лет — его супругой стала 25-летняя Янке Анна Орд, уроженка деревни Маккинга. Их брак был зарегистрирован 24 января 1953 года в Остерволде. На свадебной церемонии присутствовал главный тренер «Херенвена» Боб Келли, а также игроки клуба, Абе Ленстра и Мартен Брандсма. На момент женитьбы Хофма работал помощником бухгалтера. В январе 1958 года в их семье родилась дочь по имени Акке Корнелия.
В последние годы жизни проживал в Дутинхеме. Умер 14 октября 2018 года в возрасте 93 лет.

## Матчи и голы за сборную
| № | Дата         | Оппонент  | Д / Г | Счёт | Голы | Соревнование      |
| - | ------------ | --------- | ----- | ---- | ---- | ----------------- |
| 1 | 8 июня 1950  | Швеция    | Г     | 4:1  | —    | Товарищеский матч |
| 2 | 11 июня 1950 | Финляндия | Г     | 4:1  | —    | Товарищеский матч |

Итого: 2 матча / 0 голов; 2 поражения.